# 千代田区立九段小学校
千代田区立九段小学校（ちよだくりつ くだんしょうがっこう）は、東京都千代田区三番町にある区立小学校。

## 概要
東京都千代田区の麹町地域北西部を学区とする公立小学校である。
九段小学校をはじめ千代田区立小学校は基本的に1993年の開校日から数えて周年式典を開催している。しかし隣接する千代田区立番町小学校だけは、千代田区立学校の中では唯一、廃校前の学校時代を含んだ年数で周年式典を行っていた時期もあり番町小学校のみの特別優遇措置に対して九段小学校を含めて他学区の住民から疑問視されている。前記の通り、廃校前の学校時代を含んだ年数で数えると、九段小学校は、上六尋常小学校から数えて2023年で120周年を迎えたことになる。

## 沿革
- 1993年（平成5年）4月1日 - 学校設置条例の改正に伴い、東京都千代田区立千代田九段小学校を開校。同日、千代田区立幼稚園を併設。
- 1994年（平成6年）1月1日 - 学校設置条例の改正に伴い、東京都千代田区立九段小学校と改称。
- 1995年（平成7年）6月3日 - 校章・校歌制定。
- 1996年（平成8年）6月3日 - 開校記念日制定。
- 2003年（平成15年）6月3日 - 千代田区「景観まちづくり重要物件」に指定。
- 2004年（平成16年）11月22日 - 読売巨人軍・工藤公康選手による夢の課外授業実施。
- 2007年（平成19年）8月31日 - 校舎壁面塗装改修。
- 2009年（平成21年）2月23日 - 本校校舎が、経済産業省「近代化産業遺産」に認定される。
- 2015年（平成27年）9月1日 - 校舎改修に伴い、仮校舎に移転。
- 2018年（平成30年）8月 - 校舎改修が完了し、新校舎に移転。
- 2020年（令和2年）- 新校舎が復興小学校の改築計画として、2020年度グッドデザイン賞受賞[1]。

## 旧 九段小学校
- 1903年（明治36年）
  - 3月3日 - 東京市上六尋常小学校認可を受ける。
  - 9月11日 - 校舎落成し、仮授業を開始。この時点の学級数7、児童数259名。
  - 11月28日 - 開校式を挙行。校舎木造二階建887.7平方メートル、付属建物379.6平方メートル。
- 1923年（大正12年）9月1日 - 12時頃に発生した関東大震災により、校舎が全焼する被害が出たが、重要書類は全部無事であった。
- 1926年（大正15年）12月5日 - 現在の鉄筋コンクリート建築の新校舎竣工し、落成式挙行。
- 1934年（昭和9年）
  - 7月31日 - 東京市東郷尋常小学校と改称。
- 1941年（昭和16年）4月1日 - 国民学校令により、東京市東郷国民学校と改称。
- 1944年（昭和19年）8月26日 - 戦局の悪化により、学童集団疎開実施。疎開先は、山梨県上野原町猿橋。
- 1946年（昭和21年）4月1日 - 東京都九段国民学校と改称。
- 1947年（昭和22年）3月29日 - 学制改革により、東京都千代田区立九段小学校と改称。
- 1968年（昭和43年）4月1日 - 体育館兼講堂の落成式挙行。
- 1971年（昭和46年）12月17日 - 九段小記念館を設置。
- 1975年（昭和50年）4月4日 - 校舎北側土手改修。
- 1989年（平成元年）8月31日 - ランチルーム新設。
- 1993年（平成5年）8月31日 - 学校設置条例の改正に伴い、東京都千代田区立九段小学校は閉校。

## 学校の教育目標
人権尊重の精神を基盤とし、国際的視野に立つ自主性、創造性に満ちた人間教育を推進する。
- ◎仲よく助け合う子：違いを認め合い、共に働きかけ、高め合い、社会や他の人のためにつくそうとする子
- ○進んで学ぶ子：かかわり、言葉を大切にし、確かな学力を身に付け、自ら考え工夫し主体的に学ぼうとする子
- ○心も体もたくましい子：礼儀正しく思いやりと規律を重んじ、気力と体力のある子

## 通学区域
- 三番町（全域）・四番町（1番～3番・8番・11番）・九段南（2丁目～4丁目）・九段北（3丁目・4丁目）[2]

小学校の児童数と教員数
| 年度     | 児童総数 | 1年生 | 2年生 | 3年生 | 4年生 | 5年生 | 6年生 | 教員数 | 職員数 |
| -------- | -------- | ----- | ----- | ----- | ----- | ----- | ----- | ------ | ------ |
| 令和元年 | 450人    | 96人  | 71人  | 83人  | 80人  | 67人  | 53人  | 28人   | 2人    |
| 令和2年  | 500人    | 89人  | 99人  | 73人  | 89人  | 79人  | 71人  | 28人   | 2人    |
| 令和3年  | 513人    | 92人  | 89人  | 93人  | 70人  | 90人  | 79人  | 29人   | 2人    |
| 令和4年  | 500人    | 75人  | 90人  | 87人  | 88人  | 69人  | 91人  | 31人   | 2人    |
| 令和5年  | 484人    | 80人  | 72人  | 88人  | 85人  | 86人  | 73人  | 29人   | 2人    |

## 進学先中学校
- 千代田区では、中学校は通学区域を設けず、「学びたい学校・学ばせたい学校」を自由に選ぶことができる学校選択制を実施している。
- なお、本校学区内に最も近い中学校は、千代田区立九段中等教育学校（九段北2丁目2番1号）となる。（受験有り）
- 受験しない場合は、千代田区立麹町中学校か千代田区立神田一橋中学校となる。

## 学校周辺
- 千代田区立九段幼稚園 - 同一建物内で、なおかつ進学前幼稚園。
- 九段アフタースクール（学童）- 同一建物内で、九段小学校に通っていないと入所できない。
- 四番町児童館（四番町学童）
- 東郷元帥記念公園 - 敷地が隣接
- 千代田区立四番町図書館
- 千代田年金事務所
- 千代田区立麹町小学校
- 千代田区立番町小学校
- 東京家政学院大学
  - 東京家政学院中学校・高等学校
- ローマ法王庁大使館
- 大妻女子大学
  - 大妻講堂
  - 大妻中学校・高等学校
- 女子学院中学校・高等学校
- 専門学校東京ビジュアルアーツ
- 武蔵野大学附属千代田高等学院・千代田女学園中学校 - なお、この2校に隣接する形で、「千代田インターナショナルスクール東京」もあったが、2021年（令和3年）7月31日に閉校した[4]。
- 靖国神社
- 二松學舍大学
  - 二松學舍大学附属高等学校
- 法政大学市ヶ谷キャンパス
- 千代田区立富士見小学校

## 交通
- 千代田区地域福祉交通「風ぐるま」麹町ルートで、「東京家政学院前」バス停[5]下車後、東門まで千代田年金事務所脇の歩道路経由で、徒歩約190m・約3分。
- 都営バス「高71」系統で、「一口坂上」バス停下車後、南門まで徒歩約370m・約6分。
- 都営地下鉄新宿線市ヶ谷駅（出口3）から、南門まで徒歩約380m・約6分。
- JR中央・総武緩行線市ケ谷駅（出口）から、南門まで徒歩約680m・約11分。

## 出身者
- 大空真弓 - 女優
- ☆イニ☆ - YouTuber（スカイピース）